# Deva (religión)

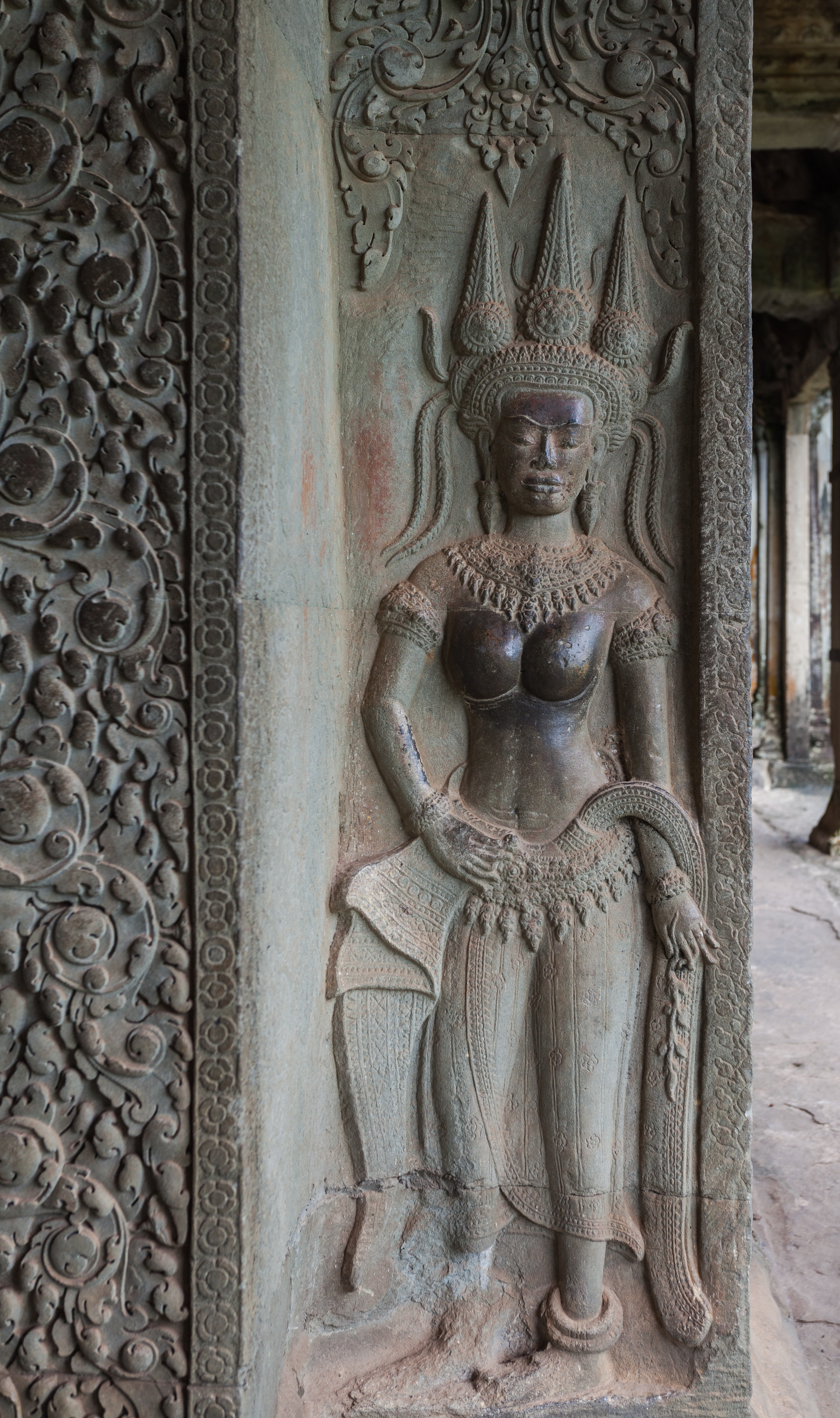
Deva hindú tallado en una pared de Angkor Wat, Camboya

Los devas son deidades benévolas en el hinduismo y el budismo.
Posteriormente fueron asimilados también a las creencias esotéricas occidentales.
- देव en escritura devanagari.
- deva en el sistema AITS (alfabeto internacional de transliteración sánscrita).

## Etimología
Deva proviene de la palabra protoindoeuropea *deiwos, un adjetivo que significaba ‘celestial’ o ‘brillante’, el cual es un derivado vrddhi de la raíz *diw, que significa ‘brillar’ (especialmente el cielo iluminado por el día).
El femenino en sánscrito es devī (en protoindoeuropeo *deiwih2), que significa ‘diosa’.

En idioma avesta el cognado era daeva, que tenía una connotación peyorativa.
En el zoroastrismo posterior, los daevas eran seres malignos; pero este significado no es evidente en textos más antiguos.
La pareja de dioses Mitra-Varuna en el Rig-veda es sorprendentemente similar a la par Mithra-Ahura en el Yasna. En el Zend avesta, sin embargo, los daevas son retratados con cualidades guerreras como fuerzas opuestas de los ahuras (que son afines a los asuras hinduistas).
También cognados de los devas son:
- los dievas lituanos (en letón dievs, y en prusiano deiwas),
- el dios germano tiwaz o tiúaz ―dios que aparece en la palabra inglesa tuesday (el martes, ‘día de Tiú)― y
- El griego Theos, y su análogo en el Yazidismo: Tous.
- en latín deus (‘dios’) y divus (‘divino’), de las que derivan 
  - las palabras inglesas divine, "deity",
  - el francés dieu,
  - el italiano divino, "divinitá", dio, y
  - el español «divino», «deidad», «divinidad» y «dios».

Existe un nombre propio protoindoeuropeo relacionado pero distinto: *Dyeus, que ―aunque tenga la misma raíz diú (‘[cielo] brillante’)— originalmente puedo haberse referido al cielo, y de ahí viene el «Padre del Cielo», el dios principal del panteón indoeuropeo, que continuó en el dios sánscrito Dyaus.
En la India se convirtió en el sánscrito Dyaus Pitar (padre de los dioses),
en Grecia sería Zeus Pater y
en Roma Iu-Piter (Júpiter).
En el idioma hindi moderno, a los devas se los conoce como dévatas.
La palabra romaní (gitana) para «dios», del o devel, desciende directamente de dévata.

## Los devas en el «Rig-veda»
El panteón en la tradición srauta consiste en varios dioses y diosas. Los principales dioses varones son los siguientes:
- Agní
- Indra
- Vaiu
- Varuna
- Maruts
- Aditias
- Rudra
- Brijaspati
- Diaus

Respecto a las diosas, estás se denominan devis (diosas)  o shakti de los devas; siendo las principales:
- Uma (esposa del dios Shiva)
- Vak o Sárasuati (esposa de Brahmá)
- Savitri
- Prituí

## Los devas en el vedismo
Los Vedas contienen mantras para complacer a los devas y obtener así bendiciones. El Rig-veda, el más antiguo de los cuatro Vedas, enumera 33 devas, que más tarde los Puranas aumentaron a 330 millones.
Algunos devas representan las fuerzas de la naturaleza y otros representan los valores morales. Los principales devas abordados en el Rig-veda son Varuna, Mitra e Indra.
El Aitareia-brahmana en su primera estrofa sugiere que entre los devas hay jerarquías.
Todos los dioses en su conjunto son adorados como los Vishvedevas.
Varuna tiene el doble título de deva y asura.

## Los devas en el hinduismo
Las Upanishads distinguen entre los dioses celestiales y las formas divinas de Dios.
El Brijad-araniaka-upanishad habla de 33 dioses en los mundos celestiales, en términos de la realización de rituales e iagñás (‘sacrificios’) védicos.
En la escuela hinduista del Vedanta advaita, se indica que aunque en el hinduismo existen muchos devas (‘dioses’), en la realidad última, son considerados tan solo una mínima manifestación del único y absoluto Brahman con cualidades, el cual conforma a nuestro universo y a todos los universos existentes, que han existido y por existir.
Existen también contrapartes femeninas de estos devas, llamadas devis.

## Los devas en elbudismo
Para los budistas, los devas son seres que habitan diferentes cielos donde gozan de los placeres en recompensa a sus buenas acciones anteriores, ya que aún no han superado los niveles kármicos y están sujetos a nuevos renacimientos.

## Los devas en el Zoroastrismo
En la religión zoroástrica o mazdeísta de Persia, a pesar de tener la creencia un origen común protoindoeuropeo, sucedió contrariamente una asociación inversa, en la cual los Devas quedaron finalmente asociados a seres nocivos que promueven el caos y el desorden, denominados Daevas; mientras que los  Asuras denominados Ahuras quedaron finalmente asociados con las fuerzas del bien, ya sea como seres  angelicales, o asociado al Dios Ahura Mazda.

## Los devas en el esoterismo
En el esoterismo, los devas serían igualmente seres superiores o etéricos de varios tipos, también llamados “espíritus de la tierra” o seres elementales.
Según el pensamiento esotérico, los devas habitarian y gobernarian los objetos naturales (como árboles, ríos, montañas, plantas o minerales) y apoyan a la evolución del planeta.

## Los devas en otras culturas
A los devas se les relaciona con seres de otras culturas, así los persas les llamaban dev, los judíos elohim, los sumerios y acadios anunnakis, los antiguos egipcios afries y los africanos orishás.

## Los «deutas» de la enciclopedia española Espasa
En el tomo 18 de la Enciclopedia Universal Ilustrada Europeo-Americana (Espasa) (la cual se encuentra en el dominio público porque su copyright es anterior a 1929) los devas aparecen con el nombre de deutas. Los define así:

Los Deutas [sic, por devas] son semidioses considerados como genios del bien.
Según las creencias búdicas [en realidad, según las creencias hinduistas], los Deutas nacieron del más antiguo de los bracmanes [sic, por brahmanes], pertenecen a una raza inmortal y entre ellos figura el Sol, la Luna, y las estrellas, que disfrutan de alma y vida propias.
También son convertidos en Deutas después de su muerte, los hombres que lo merecen por su virtud.
Habitan en Sorgon [sic, por Suarga], paraíso de Devendren [sic, por Devendra, otro nombre del dios Indra], y son hijos de Canber [sic, por Kasiapa] y Adidi [sic, por Aditi].

Pero en realidad solo doce devas son hijos de Aditi.